# Hermòcrates (filòsof)
Hermòcrates (en llatí Hermocrates, en grec antic Ἑρμοκράτης) fou un filòsof grec, deixeble de Sòcrates. És esmentat per Xenofont com un dels que, amb el seu caràcter i conducta, va ajudar a refutar el càrrec de corrompre als que es relacionaven amb Sòcrates.